# Hallines
Hallines (Nederlands: Haneline) is een gemeente in het Franse departement Pas-de-Calais (regio Hauts-de-France). De plaats maakt deel uit van het arrondissement Sint-Omaars. Hallines telde op 1 januari 2022 1.202 inwoners.

## Geografie
De oppervlakte van Hallines bedroeg op 1 januari 2022 5,72 vierkante kilometer; de bevolkingsdichtheid was toen 210,1 inwoners per km².

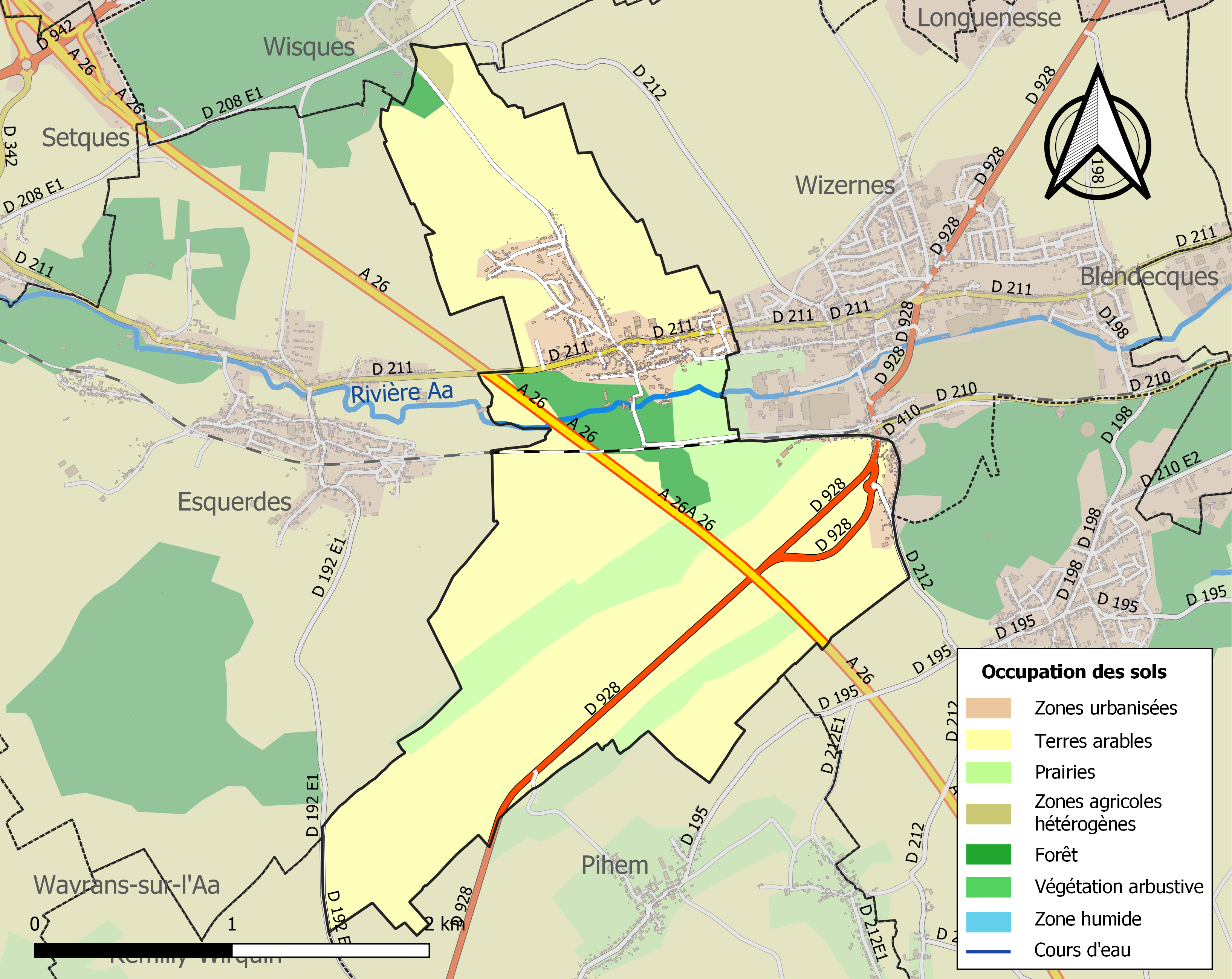
Kaart van de gemeente met belangrijkste infrastructuur, bodemgebruik en omliggende gemeenten

## Demografie
Onderstaande figuur toont het verloop van het inwonertal (bron: INSEE-tellingen).